# Delectopecten greenlandicus
Delectopecten greenlandicus är en musselart som först beskrevs av Sowerby 1842.  Delectopecten greenlandicus ingår i släktet Delectopecten och familjen kammusslor. Inga underarter finns listade i Catalogue of Life.